# Meiothecium rechingeri
Meiothecium rechingeri är en bladmossart som beskrevs av Brotherus in Rechinger 1908. Meiothecium rechingeri ingår i släktet Meiothecium och familjen Sematophyllaceae. Inga underarter finns listade i Catalogue of Life.